# Yorktown, New York
Yorktown är en kommun (town) i Westchester County i delstaten New York. Vid 2020 års folkräkning hade Yorktown 36 481 invånare.